# راندیپ هودا
راندیپ هودا (انگلیسی: Randeep Hooda؛ زادهٔ ۲۰ اوت ۱۹۷۶) هنرپیشه و مدل اهل کشور هند است که در فیلم‌های هندی زبان بازی می‌کند. وی در شهر ملبورن تحصیل کرد و پس از آن به هند بازگشت تا به بازیگری بپردازد. وی از سال ۲۰۰۱ میلادی تاکنون مشغول فعالیت بوده‌است. از فیلم‌هایی که وی در آن نقش داشته‌است می‌توان به استخراج (فیلم ۲۰۲۰) و کوکتل اشاره کرد.

## فیلم‌شناسی
فهرست برخی از فیلم‌هایی که راندیپ هودا در آنها به ایفای نقش پرداخته‌است:
- کوکتل
- هروئین
- لگد
- ساربجیت
- روزی روزگاری در بمبئی
- بزرگراه
- جنت ۲
- ریسک
- ترسیدن ضروری است
- باغی ۲
- جسم ۲
- فیلم ناطق بمبئی
- استاد، همسر و گنگستر
- قتل ۳
- دی
- رادهه
- عشق امروزی
- کارما و هولی
- داستان دو کلمه‌ای
- سواتانتریا ویر سورکار